# Халипы (Могилёвская область)
Хали́пы (бел. Халіпы) — деревня в составе Михеевского сельсовета Дрибинского района Могилёвской области Республики Беларусь.

## Население
- 1999 год — 178 человек
- 2010 год — 96 человек

## Известные уроженцы, жители
- Казаков Михаил Абамович — член Союза писателей Украины, лауреат премии имени Максима Богдановича, Крымского республиканского фонда культуры, литературной премии им. А. П. Чехова.